# Paradelphomyia (Oxyrhiza) venezolana
Paradelphomyia (Oxyrhiza) venezolana is een tweevleugelige uit de familie steltmuggen (Limoniidae). De soort komt voor in het Neotropisch gebied.